# بیگلو
بیگلو یکی از روستاهای استان آذربایجان شرقی است که در دهستان شورکات جنوبی بخش ایلخچی شهرستان اسکو واقع شده‌است.این روستا 495 نفر جمعیت دارد.